# کورال بیستور
کورال بیستور (اسپانیایی: Coral Bistuer‎؛ زاده ۱۶ نوامبر ۱۹۶۶) یک تکواندوکار اسپانیایی است.
وی در مسابقات قهرمانی تکواندو جهان ۱۹۸۷ در بارسلونا به مدال طلا دست یافت. در مسابقات قهرمانی تکواندو ۱۹۹۱ در آتن در سبک‌وزن، مدال نقره کسب کرد.
وی در مسابقات قهرمانی تکواندو اروپا در سالهای ۱۹۸۲، ۱۹۸۶، ۱۹۸۸، ۱۹۹۰ و ۱۹۹۲ صاحب مدال طلا شده‌است.